# Futbol'nyj Klub Dinamo Vologda
La Dinamo Vologda, ufficialmente Futbol'nyj Klub Dinamo Vologda (in russo Футбольный клуб Динамо Вологда?), è una società di calcio russa con sede a Vologda.

## Storia
Fondata nel 1926, fece la sua prima apparizione nei campionati nazionali sovietici nel 1966, partendo dalla Klass B, nome con cui era identificata all'epoca la terza serie del campionato sovietico di calcio. Scesa in quarta serie alla fine del 1969, a causa della riforma dei campionati, vi fece nuovamente ritorno al termine della stagione successiva, anche a seguito di un'ulteriore riforma dei campionati.
Vi rimase fino al 1989, ottenendo come massimo risultato il quarto posto (ripetuto in più occasioni); al termine della stagione 1989, la riforma dei campionati sovietici le costò la retrocessione nella rinata Vtoraja Nizšaja Liga, quarta serie nazionale. Il quarto posto del 1991 e la dissoluzione dell'Unione Sovietica, consentì al club di iscriversi direttamente nella nuova Pervaja liga, nome con cui era identificata la seconda serie del campionato russo di calcio.
Dopo un buon sesto posto nel girone Ovest dell'edizione inaugurale, la squadra retrocesse nel 1993. Da allora ha militato ininterrottamente nella terza serie russa, fino al 2010-2011 quando, nonostante il decimo posto finale, rinunciò ad iscriversi ai campionati professionistici.
In quasi vent'anni di militanza in seconda serie ha sfiorato la promozione in tre occasioni: sia nel 2000, che nel 2003 che nel 2005 giunse seconda; in particolare al termine della stagione 2003, visto il fallimento della Dinamo San Pietroburgo fu in corsa per il ripescaggio in seconda serie, fallendolo per soli due punti.

## Statistiche e record

### Partecipazione ai campionati

#### Unione Sovietica
| Livello | Categoria            | Partecipazioni | Debutto | Ultima stagione | Totale |
| ------- | -------------------- | -------------- | ------- | --------------- | ------ |
| 3º      | Klass B              | 4              | 1966    | 1969            | 23     |
| 3º      | Vtoraja Liga         | 19             | 1971    | 1989            | 23     |
| 4º      | Klass B              | 1              | 1970    | 1970            | 3      |
| 4º      | Vtoraja Nizšaja Liga | 2              | 1990    | 1991            | 3      |

#### Russia
| Livello | Categoria       | Partecipazioni | Debutto | Ultima stagione | Totale |
| ------- | --------------- | -------------- | ------- | --------------- | ------ |
| 2º      | Pervaja liga    | 2              | 1993    | 1994            | 2      |
| 3º      | Vtoraja liga    | 4              | 1994    | 1997            | 18     |
| 3º      | Vtoroj divizion | 14             | 1998    | 2011-2012       | 18     |